# Жованик Андрій Євгенович
Андрі́й Євге́нович Жованик («Татарин») (8 вересня 1975, Київ — 2 серпня 2022, м. Соледар Донецької обл.) — український військовий і громадський діяч, інженер-будівельник. Командир інженерно-саперного взводу інженерно-саперної роти групи інженерного забезпечення в/ч А0281 ЗСУ (2021), командир підрозділу ОДЧ «Карпатська Січ» (24.02. — 30.04.2022), командир 1-ї роти 4-ї тактичної групи 7-го центру ССО (Legio V у складі ДУК «Правий сектор», орієнтовно з 1.05.2022); звання — лейтенант ЗСУ. Герой України (2024).

## Біографічні відомості
1997 року закінчив Київський національний університет будівництва і архітектури та військову кафедру при університеті. Будував «Метроград» у центрі Києва. 15 років працював начальником ремонтно-будівельної дільниці в Національному університеті харчових технологій, начальником будівельної дільниці заводу «Росинка». Під керівництвом Андрія Жованика виконували оздоблювальні роботи в Театрі ляльок на схилах Дніпра. Працював інженером технічного нагляду за будівництвом у «БРСМ-Нафта» і «Сокар Україна», мав найвищу кваліфікацію інженера технічного нагляду.

## Участь у війнах з Росією
На початку 1990-х брав участь у війнах у Придністров'ї та Грузії.
Воював на Донбасі з літа 2014 р. (з перервами).
6—10 серпня 2014 р. в лавах «Правого сектору» брав участь у боях за с. Степанівку, біля Савур-Могили, у середині серпня 2014-го — у боях за села Амвросіївку та Многопілля.
Зима 2014—2015 рр. — бої за с. Піски (у лавах «Правого сектору»).
Весна 2016 р. — бої за м. Авдіївку (позиція «Мурашник» — у лавах ОДЧ «Карпатська Січ»), позиційні бої в околицях Донецького аеропорту (в лавах «Правого сектору»).
29 червня 2016 р. під командуванням Андрія Жованика взято висоту 223 на Світлодарській дузі (Донецька обл.; у лавах «Правого сектору»). У цьому бою загинув Василь Сліпак, згодом Герой України.
У 2017, 2018, 2019, 2020, 2021 роках брав участь у зборах резервістів у танкових та десантно-штурмових військах, постійно навчався військової справи, зокрема закінчив курси снайперів.
З першого дня повномасштабного вторгнення Росії воював у складі ОДЧ «Карпатська Січ».
Учасник боїв за Київ, Київщину (Бровари, Ірпінь, Буча, зона відчуження ЧАЕС), Чернігівщину, Харківщину, Донеччину — Бахмут і Соледар (24.02.2022 — 2.08.2022). Маючи лише автомати і напівавтомати, захищав Ірпінь, утримував об'їзну дорогу Ірпінь — Київ до середини березня (тоді вже мав і протитанкову зброю).
17—22 березня 2022 р. в районі Ічні Чернігівської області його підрозділ знищив ворожу техніку: танк, БТР і бензовоз.
У лавах ОДЧ «Карпатська Січ» тримав оборону сіл Бражківки, Сулигівки та Вірнопілля (Ізюмщина на Харківщині). У боях у Бражківці та біля Барвінкового у квітні — травні 2022 р. підрозділ А. Жованика знищив 2 танки Т-80 (пройшли в тил ворога, замінували й підірвали).
Був одним із керівників оборони м. Соледара Донецької області. 2 серпня 2022 р. — останній бій. О 9:30 зведений загін під командуванням Андрія Жованика з метою знищення двох ворожих підрозділів висунувся на східний край Соледара (район заводу «Кнауф»). Озброєння: автомат М-4, ручні гранати, кулемет РПК. Зафіксували противника, вступили в бій, вразили дві БМП та завдали втрат живій силі — п'ять знищених окупантів. Загинув у прямому стрілецькому бою.
Прощатися з Андрієм Жоваником та Юрієм Коваленком на Майдан Незалежності в Києві прийшли сотні людей. Похований за козацькою традицією, з козацькою китайкою. Піснею прощали кобзарі Тарас Компаніченко і Святослав Силенко.
Могила — на Центральній алеї слави Байкового кладовища Києва в кінці праворуч, поруч із могилою Олега Куцина, командира 49-го ОСБат «Карпатська Січ».

## Громадська діяльність
Член Спілки націоналістичної української молоді (з 1991), Всеукраїнського політичного об'єднання «Державна самостійність України» (з 1993), Історичного клубу «Холодний Яр» (з 01.1997).
Учасник Революції на граніті (10.1990), Помаранчевої революції (22.11.2004 — 23.01.2005), Революції гідності (2013—2014) та подій в Одесі (2.05.2014).
Опікун куреня ч. 39 ім. Дмитра Донцова київського Пласту (до 02.08.2022). Багатолітній учасник вшанування героїв Холодного Яру. Рідновір.

## Відзнаки

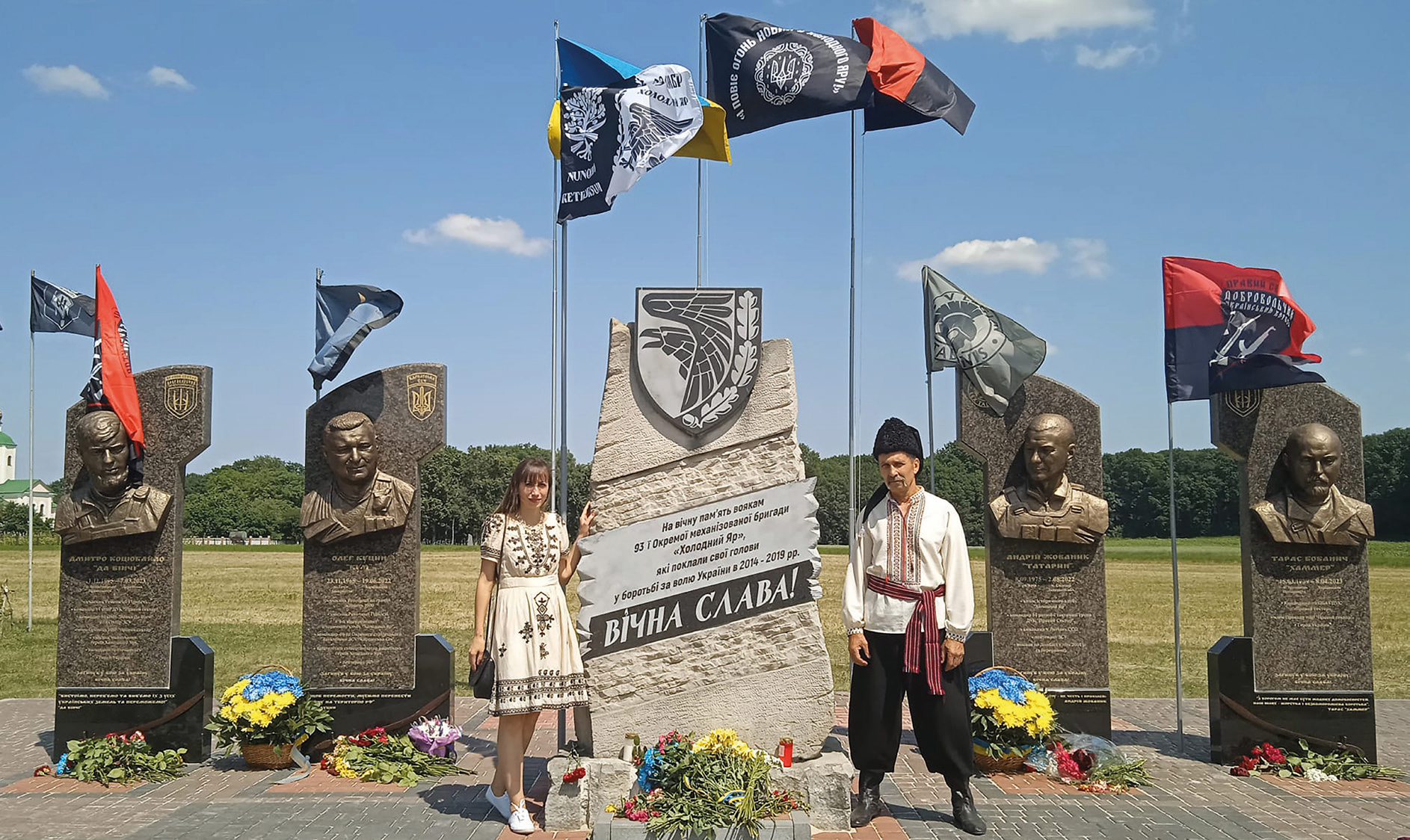
Меморіал добровольцям, які загинули в боротьбі за Українську державу, в Холодному Яру

- Нагороджений медаллю «За мужність» від ДУК «Правий сектор».
- «За старанність, високий професіоналізм, зразкову дисципліну, волю до перемоги, сумлінне та бездоганне виконання службових обов'язків під час зборів з особовим складом оперативного резерву першої черги нагороджений грамотою командира частини полковника Максима Миргородського (7.07.2021)».
- Герой України з удостоєнням ордена «Золота Зірка» (посмертно; 24.02.2024)[1].

## Родина
У шлюбі з Оксаною Жованик. Діти: Василь (1996), Катерина (2002), Богдан (2007). Василь — бандурист, нині в ЗСУ.

## Вшанування пам'яті

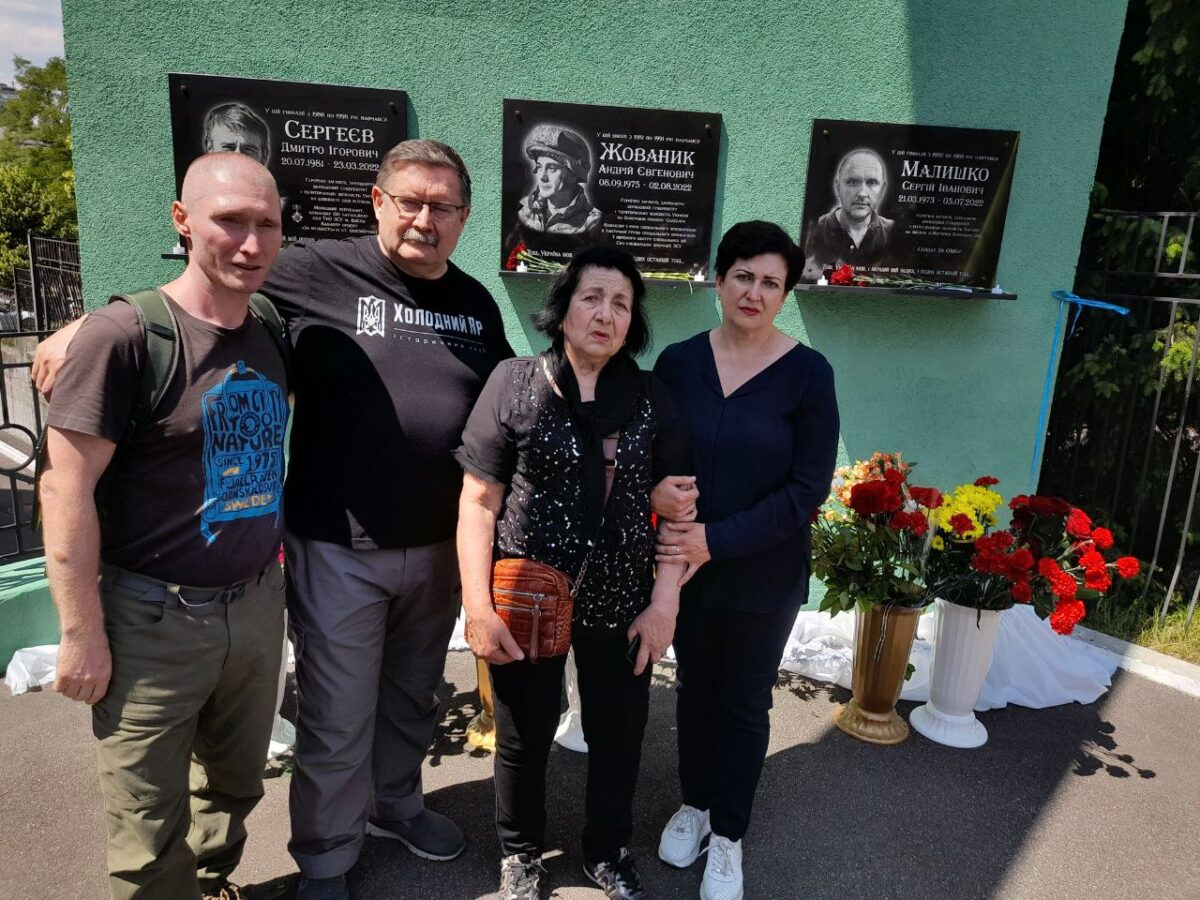
Біля меморіальної дошки Андрію Жованику в Києві: Олексій Обухов (бойовий побратим А. Жованика), письменник Роман Коваль, Олена Михайлівна і Оксана Жованики — мама і дружина героя. Київ, 9 червня 2023 р.

Про Андрія Жованика знято передачу «Герої» (проєкт Ольги Бутко, 2022). Створено документальний фільм «Андрій Жованик. Світ як воля та уява» (режисер Сергій Дарійчук, 2022). У газеті «Україна молода» і на сайті Укрінформу написано статті про подвиг Андрія Жованика.
- 9 червня 2023 на стіні будівлі київської гімназії біотехнологій № 177 встановлено меморіальну дошку випускнику 177-ї школи командирові 5-го Легіону ССО Андрію Жованику.
- 17—18 червня Історичний клуб «Холодний Яр» під час 27-х Вшанувань Героїв Холодного Яру відкрив Меморіал козакам-добровольцям, які загинули в боротьбі за Українську державу. Серед них — Андрій Жованик — «Татарин» (5-й Легіон).
- 12 грудня 2024 року Київська міська рада скверу в межах вулиць Солом’янської, Григорія Кочура та Андрія Головка присвоїла ім’я Андрія Жованика.[2]